# Río Dañador
El río Dañador es un río del sur de la península ibérica perteneciente a la cuenca hidrográfica del Guadalquivir que transcurre por las provincias de Ciudad Real y Jaén (España). 

## Curso
El Dañador nace en el término municipal de Villamanrique (provincia de Ciudad Real), en el paraje de Fuente de Zahora, al sur del Campo de Montiel y en las estribaciones norte de Sierra Morena. Realiza un recorrido de unos 53 km en sentido nordeste-suroeste, penetrando en Jaén por el término de Chiclana de Segura y atraviesa los términos de Montizón, Castellar y Santisteban del Puerto donde desemboca en el río Guadalén, afluente del río Guadalimar, a su vez uno de los principales afluentes del río Guadalquivir.
En su curso se halla el embalse del Dañador de 4,3 hm³.

## Fauna
Según un estudio del Ministerio de Agricultura, Alimentación y Medio Ambiente y la Universidad de Córdoba publicado en 2014, en el río Dañador se detectaron ejemplares de especies autóctonas de calandino, cacho, pardilla y barbo común, así como la especie alóctona black-bass.